# جایزه گیلگد
جایزه گیلگد برای ممتازی در هنرهای نمایشی (انگلیسی: Gielgud Award for Excellence in the Dramatic Arts) که با نام قلمِ پر زرین هم شناخته می‌شود، جایزه‌ای است که از ۱۹۹۴ توسط انجمن شکسپیر مستقر در ایالات متحده آمریکا جهت «تجلیل از سِـر جان و تداوم‌بخشی به میراث او» ارائه و اهدا شد. این جایزه نامش را از سِـر جان گیلگد می‌گیرد.
نخستین جایزه در آوریل ۱۹۹۴ طی مراسمی در کتابخانه فولجر شکسپیر واقع در کپیتال هیل واشینگتن، دی.سی. اهدا شد و در آن رابرت مک‌نیل، تونی رندل و سوزان استامبرگ سخنرانی کردند.

## دریافت‌کنندگان جایزه
| سال  | دریافت‌کننده                                        | مکان                       |
| ---- | -------------------------------------------------- | -------------------------- |
| ۱۹۹۶ | ایان مک‌کلن                                         | کتابخانه فولجر شکسپیر      |
| ۱۹۹۷ | درک جاکوبی                                         | کتابخانه فولجر شکسپیر      |
| ۱۹۹۸ | زوئی کالدول                                        | کتابخانه فولجر شکسپیر      |
| ۱۹۹۹ | جودی دنچ                                           | تئاتر اثل بریمور           |
| ۲۰۰۰ | کنت برانا                                          | میدل تمپل، لندن            |
| ۲۰۰۱ | جایزه‌ای اهدا نشد.                                  |                            |
| ۲۰۰۲ | کوین کلاین                                         | مرکز هنرهای نمایشی لینکلن  |
| ۲۰۰۳ | لین ردگریو                                         | کانون هنرهای ملی           |
| ۲۰۰۴ | جایزه‌ای اهدا نشد.                                  |                            |
| ۲۰۰۵ | جایزه‌ای اهدا نشد.                                  |                            |
| ۲۰۰۶ | کریستوفر پلامر                                     | کانون هنرهای ملی           |
| ۲۰۰۷ | مایکل کان                                          | سفارت بریتانیا در واشینگتن |
| ۲۰۰۸ | پاتریک استوارت                                     | کانون هنرهای ملی           |
| ۲۰۰۹ | جایزه‌ای اهدا نشد.                                  |                            |
| ۲۰۱۰ | اف. موری آبراهام                                   | کانون هنرهای ملی           |
| ۲۰۱۱ | جایزه‌ای اهدا نشد.                                  |                            |
| ۲۰۱۲ | جایزه‌ای اهدا نشد.                                  |                            |
| ۲۰۱۳ | جایزه‌ای اهدا نشد.                                  |                            |
| ۲۰۱۴ | دونالد سیندن (پس از مرگ) دریافت‌شده توسط مارک سیندن | گیلدهال، لندن              |
| ۲۰۱۵ | آیلین اتکینز                                       | گیلدهال، لندن              |
| ۲۰۱۶ | ونسا ردگریو                                        | گیلدهال، لندن              |